# NGC 5264
NGC 5264 is een onregelmatig sterrenstelsel in het sterrenbeeld Waterslang. Het hemelobject werd op 30 maart 1835 ontdekt door de Britse astronoom John Herschel.

## Synoniemen
- ESO 445-12
- MCG -5-32-66
- UGCA 370
- DDO 242
- AM 1383-293
- PGC 48467